# Лайош Сюч (важкоатлет)
Лайош Сюч (угор. Lajos Szűcs, 13 лютого 1946 — 2 вересня 1999) — угорський важкоатлет.
Срібний призер Олімпійських Ігор 1972 року в найлегшій вазі, учасник 1976 року.
Срібний призер Чемпіонату світу 1972 (52 кг), 1973 (52 кг) років, бронзовий призер 1975 року в категорії 52 кг.